# امپراتور ژانگ هان
امپراتور ژانگ هان (۵۷ تا ۹ آوریل ۸۸)، سومین امپراتور دودمان هان شرقی بود. امپراتور ژانگ هان از سال ۷۵ تا هنگام مرگش در سال ۸۸ میلادی به مدت ۱۳ سال بر کشور چین و دودمان هان حکومت کرد.
نام شخصی وی لیو دا و نام معبد وی سوزونگ بود. امپراتور ژانگ پس از مرگ پدرش امپراتور مینگ به سلطنت رسید.